# 2. etape af PostNord Danmark Rundt 2021
2. etape af PostNord Danmark Rundt 2021 er en 189,6 km lang flad etape, der bliver kørt den 11. august 2021. Den starter i Ribe og slutter i Sønderborg. Sidste del af etapen er næsten identisk med afslutningen af 3. etape af Tour de France 2022, inden rytterne skal op ad opløbsstrækningen ved Dybbøl Mølle. Der er i alt 793 højdemeter.

## Resultater

### Etaperesultat
| \| Etaperesultat \| Etaperesultat \| Etaperesultat \| Etaperesultat \| Etaperesultat \| \| Rytter \| Rytter \| Hold \| Tid \| \| \| ------------- \| ------------------ \| ------------------------- \| ------------- \| ------------- \| \| 1. \| Mads Pedersen \| Trek-Segafredo \| 4t 02' 02" \| \| \| 2. \| Giacomo Nizzolo \| Qhubeka NextHash \| + 0" \| \| \| 3. \| Dylan Groenewegen \| Jumbo-Visma \| + 0" \| \| \| 4. \| Rasmus Tiller \| Uno-X Pro Cycling Team \| + 0" \| \| \| 5. \| Jannik Steimle \| Deceuninck-Quick Step \| + 0" \| \| \| 6. \| Timothy Dupont \| Bingoal Pauwels Sauces WB \| + 0" \| \| \| 7. \| Arvid de Kleijn \| Rally Cycling \| + 0" \| \| \| 8. \| Gerben Thijssen \| Lotto-Soudal \| + 0" \| \| \| 9. \| Tosh Van der Sande \| Lotto-Soudal \| + 0" \| \| \| 10. \| Mattias Skjelmose \| Trek-Segafredo \| + 0" \| \| |                    |                           |            |
| |                    |                           |            |
| Kilde: ProCyclingStats |                    |                           |            |
| Etaperesultat |                    |                           |            |
| Rytter | Rytter             | Hold                      | Tid        |
| 1. | Mads Pedersen      | Trek-Segafredo            | 4t 02' 02" |
| 2. | Giacomo Nizzolo    | Qhubeka NextHash          | + 0"       |
| 3. | Dylan Groenewegen  | Jumbo-Visma               | + 0"       |
| 4. | Rasmus Tiller      | Uno-X Pro Cycling Team    | + 0"       |
| 5. | Jannik Steimle     | Deceuninck-Quick Step     | + 0"       |
| 6. | Timothy Dupont     | Bingoal Pauwels Sauces WB | + 0"       |
| 7. | Arvid de Kleijn    | Rally Cycling             | + 0"       |
| 8. | Gerben Thijssen    | Lotto-Soudal              | + 0"       |
| 9. | Tosh Van der Sande | Lotto-Soudal              | + 0"       |
| 10. | Mattias Skjelmose  | Trek-Segafredo            | + 0"       |

### Klassement efter etapen
| \| Samlede stilling \| Samlede stilling \| Samlede stilling \| Samlede stilling \| Samlede stilling \| \| Rytter \| Rytter \| Hold \| Tid \| \| \| ---------------- \| ------------------ \| ------------------------ \| ---------------- \| ---------------- \| \| 1. \| Dylan Groenewegen \| Jumbo-Visma \| 7t 49' 24" \| \| \| 2. \| Giacomo Nizzolo \| Qhubeka NextHash \| + 4" \| \| \| 3. \| Mads Pedersen \| Trek-Segafredo \| + 6" \| \| \| 4. \| Mark Cavendish \| Deceuninck-Quick Step \| + 8" \| \| \| 5. \| Kenneth Van Rooy \| Sport Vlaanderen-Baloise \| + 13" \| \| \| 6. \| Arvid de Kleijn \| Rally Cycling \| + 16" \| \| \| 7. \| Jannik Steimle \| Deceuninck-Quick Step \| + 16" \| \| \| 8. \| Tosh Van der Sande \| Lotto-Soudal \| + 16" \| \| \| 9. \| Gerben Thijssen \| Lotto-Soudal \| + 16" \| \| \| 10. \| Rasmus Tiller \| Uno-X Pro Cycling Team \| + 16" \| \| |                    |                          |            |
| |                    |                          |            |
| Kilde: ProCyclingStats |                    |                          |            |
| Samlede stilling |                    |                          |            |
| Rytter | Rytter             | Hold                     | Tid        |
| 1. | Dylan Groenewegen  | Jumbo-Visma              | 7t 49' 24" |
| 2. | Giacomo Nizzolo    | Qhubeka NextHash         | + 4"       |
| 3. | Mads Pedersen      | Trek-Segafredo           | + 6"       |
| 4. | Mark Cavendish     | Deceuninck-Quick Step    | + 8"       |
| 5. | Kenneth Van Rooy   | Sport Vlaanderen-Baloise | + 13"      |
| 6. | Arvid de Kleijn    | Rally Cycling            | + 16"      |
| 7. | Jannik Steimle     | Deceuninck-Quick Step    | + 16"      |
| 8. | Tosh Van der Sande | Lotto-Soudal             | + 16"      |
| 9. | Gerben Thijssen    | Lotto-Soudal             | + 16"      |
| 10. | Rasmus Tiller      | Uno-X Pro Cycling Team   | + 16"      |

#### Pointkonkurrencen
| Pointkonkurrence | Pointkonkurrence   | Pointkonkurrence          | Pointkonkurrence | Pointkonkurrence |
| Rytter           | Rytter             | Hold                      | Point            |                  |
| ---------------- | ------------------ | ------------------------- | ---------------- | ---------------- |
| 1.               | Dylan Groenewegen  | Jumbo-Visma               | 25 point         |                  |
| 2.               | Giacomo Nizzolo    | Qhubeka NextHash          | 22 point         |                  |
| 3.               | Mads Pedersen      | Trek-Segafredo            | 21 point         |                  |
| 4.               | Arvid de Kleijn    | Rally Cycling             | 15 point         |                  |
| 5.               | Norbert Banaszek   | HRE Mazowsze Serce Polski | 13 point         |                  |
| 6.               | Mark Cavendish     | Deceuninck-Quick Step     | 12 point         |                  |
| 7.               | Jannik Steimle     | Deceuninck-Quick Step     | 12 point         |                  |
| 8.               | Tosh Van der Sande | Lotto-Soudal              | 9 point          |                  |
| 9.               | Rasmus Tiller      | Uno-X Pro Cycling Team    | 9 point          |                  |
| 10.              | Rasmus Bøgh Wallin | Danmark                   | 9 point          |                  |

#### Bakkekonkurrencen
| Bjergkonkurrence | Bjergkonkurrence       | Bjergkonkurrence          | Bjergkonkurrence | Bjergkonkurrence |
| Rytter           | Rytter                 | Hold                      | Point            |                  |
| ---------------- | ---------------------- | ------------------------- | ---------------- | ---------------- |
| 1.               | Rasmus Bøgh Wallin     | Danmark                   | 32 point         |                  |
| 2.               | Frederik Irgens Jensen | BHS-PL Beton Bornholm     | 20 point         |                  |
| 3.               | Norbert Banaszek       | HRE Mazowsze Serce Polski | 12 point         |                  |
| 4.               | Jakub Kaczmarek        | HRE Mazowsze Serce Polski | 12 point         |                  |
| 5.               | Emil Toudal            | BHS-PL Beton Bornholm     | 12 point         |                  |
| 6.               | Aaron Van Poucke       | Sport Vlaanderen-Baloise  | 8 point          |                  |

#### Bedste unge rytter
| Ungdomskonkurrence | Ungdomskonkurrence | Ungdomskonkurrence       | Ungdomskonkurrence | Ungdomskonkurrence |
| Rytter             | Rytter             | Hold                     | Tid                |                    |
| ------------------ | ------------------ | ------------------------ | ------------------ | ------------------ |
| 1.                 | Mattias Skjelmose  | Trek-Segafredo           | 7t 49' 40"         |                    |
| 2.                 | Remco Evenepoel    | Deceuninck-Quick Step    | + 0"               |                    |
| 3.                 | Antonio Puppio     | Qhubeka NextHash         | + 16"              |                    |
| 4.                 | Sébastien Grignard | Lotto-Soudal             | + 19"              |                    |
| 5.                 | Mathias Larsen     | Restaurant Suri-Carl Ras | + 22"              |                    |
| 6.                 | Kasper Andersen    | ColoQuick                | + 22"              |                    |
| 7.                 | Simon Bak          | Danmark                  | + 42"              |                    |
| 8.                 | Morten Nørtoft     | Riwal Cycling Team       | + 1' 06"           |                    |
| 9.                 | Tim van Dijke      | Jumbo-Visma              | + 1' 49"           |                    |
| 10.                | Sebastian Nielsen  | Restaurant Suri-Carl Ras | + 3' 13"           |                    |

#### Holdkonkurrencen
| Holdkonkurrence | Holdkonkurrence | Holdkonkurrence | Holdkonkurrence |
| Hold            | Hold            | Tid             |                 |
| --------------- | --------------- | --------------- | --------------- |